# 石つぶて 警視庁 二課刑事の残したもの
『石つぶて 警視庁 二課刑事の残したもの』（いしつぶて けいしちょう にかでかののこしたもの）は、清武英利によるノンフィクション小説。2017年7月、書き下ろし作品として講談社より単行本出版。2001年に実際に起きた「外務省機密費流用事件」を捜査した警視庁捜査二課の刑事たちを描く。2018年、第2回大宅壮一メモリアル日本ノンフィクション大賞読者賞受賞作品。
2019年6月、講談社文庫より文庫化。
『石つぶて 〜外務省機密費を暴いた捜査二課の男たち〜』（いしつぶて がいむしょうきみつひをあばいたそうさにかのおとこたち）と題し、2017年11月にWOWOWでテレビドラマ化された。

## 執筆背景
事件当時、著者は社会部の記者として警視庁を担当しており、実際に捜査二課と四課に出入りして取材を重ねていた。この作品はそのときの取材をベースに事実に基づいて執筆された。本書に登場する人物名は、現職の刑事一人を除き全て実名である。

## あらすじ
警視庁捜査二課には重要な部門が二つある。一つは「サンズイ」（汚職の隠語。汚の偏であるさんずいから）と呼ばれる贈収賄事件を専門に摘発する「ナンバー」こと二課の花形・第四（第一班～三班）、第五（第四班～六班）、第六（企業四係～六係）の知能犯各部門。もう一つは、汚職の情報を集め、その裏取りを行ってナンバーに案件を引き渡す第一知能犯情報係、通称「情報」。
1999年、情報係の主任が、外務省汚職疑惑の調査を元政治家水野清から依頼される。翌年開催される九州・沖縄サミットは、物品納入は競争入札のはずだが、外務省役人と癒着した業者に不当に落札されて仕事が取れない、その癒着役人らは代議士より贅沢な暮らしをしている、との苦情・内部告発があり、水野はもし事実なら、外務省の役人主導で談合（官製談合）に相当すると考えた。告発者は業者に転職しているものの元外務省のノンキャリの出身だった。
情報係主任警察官が告発者を事情聴取。このとき明らかになった利益供与手段は役人への金券（ビール券やタクシーチケット）贈答であり、癒着役人だとして浮上した名前は欧州局西欧第一課課長補佐・浅川明男であった。しかし、同社の営業員の追跡聴取により「外務省の三悪人」の存在があきらかになり、当サミットのロジスティクスを掌握しているのは浅川ではなく後任の松尾克俊であることが判明する。以降、本書の焦点は松尾に移り、その女性関係（愛人や囲いのマンション）、十数頭におよぶ競走馬所有、複数銀行の虎ノ門支店と、数千万円単位で現金入金（資金源の出所不明）、銀行口座からクレジットカード決済としかなく具体的な使途目的が不明な支出等へと捜査が展開する。

## 書籍情報
- 単行本：『石つぶて 警視庁 二課刑事の残したもの』 講談社、2017年7月26日発売[1]、ISBN 978-4-06-220687-7
- 文庫本：『石つぶて 警視庁 二課刑事の残したもの』 講談社文庫、2019年6月13日発売[3]、ISBN 978-4-06-516376-4

## テレビドラマ
『石つぶて 〜外務省機密費を暴いた捜査二課の男たち〜』（いしつぶて がいむしょうきみつひをあばいたそうさにかのおとこたち）のタイトルで、WOWOWプライム「連続ドラマW 日曜オリジナルドラマ」にて2017年11月5日から12月24日まで放送された。全8話（初回はノンスクランブル放送）。主演は佐藤浩市。
テレビドラマ化にあたっては捜査二課の退職警官が監修を務めた。テレビドラマには当時の実際の九州沖縄サミットの映像が使用されている。

### ストーリー
木崎睦人は警視庁捜査二課第一知能犯情報係に所属する刑事である。
捜査二課が扱うのは「サンズイ」と呼ばれる贈収賄等の汚職の他、横領や背任、詐欺などの経済犯罪である。7つの知能犯部門を有し、中でも第四、第五、第六は「ナンバー」と呼ばれ、贈収賄を専門に摘発する。
木崎の所属する第一は、汚職の情報をひたすら拾い集め、その裏取りを行ってナンバーに案件を引き渡すのが役目である。
ある日、木崎は政治家の溝口恭輔から事務所に呼び出された。
「あのな、けしからん話があるんだ。外務省にとんでもない役人がいるらしい。近々来れるかね。」
木崎は、真瀬和則というノンキャリア職員がエリートのキャリア職員よりも過大な贅沢をしているとの情報を得る。木崎は綿密な調査を進め、真瀬が数億円に及ぶ預金、12頭の競走馬、高級マンションを所有している事実をつかむ。
十分な裏付けを得てこれらが公金の横領によるものだと踏んだ木崎は、本格的な捜査へ移行するために、情報係からナンバーへと捜査資料を引き渡した。しかし九州沖縄サミットの終了を迎えても捜査が進展した形跡がみられない。これを訝った木崎がナンバーに探りを入れると、案件は未着手のまま塩漬けになっている事実を知る。
警視庁刑事部長からのリークにより捜査の手が入ったことを知った外務省上層部は、真瀬のパリ海外赴任を決定する。事件がお蔵入りになることを危惧した木崎らは、ナンバーから捜査資料を回収し、自ら真瀬の事情聴取に踏み切る。しかし真瀬の答弁は、現金で受け取った父の遺産2億円と、私口座管理していた外遊の立替経費ということで、完全に辻褄の合うものであった。これで捜査は行き詰まったかと思われたが木崎は、20年前に受領したという現金が旧札ではなく新札であったという事実をつかむ。

### キャスト

#### 警視庁
国友尚徳
演 ‐ 矢島健一
刑事部長。捜査情報を政官界にリークし、自身の出世のために事件を握りつぶそうと画策する。
山内周治
演 - 小野了
警備部長・警視監。捜査二課で管理官だった頃、木崎が捜査していた浜口事件をもみ消した人物。

##### 捜査二課
東田将之
演 - 萩原聖人
課長。入庁以来捜査二課畑を歩んできた。愛読書は司馬遷の「史記」。
町沢貞次
演 - 細田善彦
管理官。警察庁キャリアで若くして管理官に。捜査経験はほとんど無い。

##### 第一知能犯情報係
斎見晃明
演 - 江口洋介
係長。警部。捜査四課での実績が買われて捜査二課に異動してきた。
木崎睦人
演 - 佐藤浩市
主任。溝口恭輔からの情報を基に外務省の汚職事件を捜査する。
尾形保
演 - おかやまはじめ
主任、警部補。情報係のベテランの刑事。
近藤哲平
演 - 佐藤銀平
巡査部長。尾形のパートナー。
矢倉かすみ
演 - 飯豊まりえ
巡査。所轄署から捜査二課に抜擢された三年目の駆け出し若手刑事。
刑事
演 - 竹中寛幸
主任。
刑事
演 - 岡安泰樹、北出寛、石田亮介、早出明弘

##### 第四知能犯一係
細野辰彦
演 - 三浦誠己
係長。帝国証券横領事件を摘発して大手柄をあげるが、汚職が露呈して自殺未遂を起こす。

##### 第四知能犯二係
後藤善彦
演 - 迫田孝也
山崎孝太
演 - 生島勇輝

##### 第四知能犯三係
羽左間克男
演 - 菅田俊
主任。木崎とは同期入庁。気が短いが、取り調べは超一流。

#### 外務省
安西俊晴
演 - 佐野史郎
官房局長。内閣とつながりを持つ。

##### 総務局
澤井勲平
演 - 山田明郷
総務局長。キャリア官僚。真瀬に目をかける。
鈴原彰一
演 - 田中健
総務課長。入省時から澤井の部下として働いてきた。
真瀬和則
演 - 北村一輝
要人海外訪問支援室長。巨額の官房機密費を横領、私的に流用していた。詐欺罪で逮捕。

##### 西欧局
秋村篤郎
演 - 羽場裕一
西欧局第一課課長補佐。前要人海外訪問支援室長でロジスティクスのボスと呼ばれる。ノンキャリア職員。詐欺罪で逮捕。

##### 国際経済局
児玉英臣
演 - 清水伸
総務参事官室課長補佐。真瀬を補佐する。ノンキャリア職員。詐欺罪で逮捕。

#### 民主自由党
溝口恭輔
演 - 津嘉山正種
元民主自由党総務会長。外務省の汚職に関する情報を木崎に伝え、捜査を依頼する。
橘加奈子
演 - 吉村優花
溝口恭輔の秘書。
則川久治
演 - 藤田宗久
内閣官房長官。
先生
演 - 浜田晃
事件について安西と話をする。

#### 東成梱包
菱岡博文
演 - 笹野高史
取締役社長。元吉田茂事務所の秘書。外務省の汚職の情報を木崎に話す。
山本信男
演 - 奥田洋平
経理担当。加藤の金券購入の承認を行っていた。

#### あおば銀行虎ノ門支店
支店長
演 - 福本伸一
木崎の捜査に応対。真瀬の口座照会を行う。
若木麻里江
演 - 石崎なつみ
銀行窓口職員。真瀬和則の愛人。
銀行窓口職員
演 - 藤本沙紀

#### 東京地方検察庁
梶谷健仁
演 - 大場泰正
検事。外務省機密費横領の件は過去に捜査を止められていた事実を東田に伝え、今後の捜査に協力することを約束した。
大原隆義
演 - 菊池均也
検事。外務省機密費流用事件を担当する。

#### 国税局
職員 - 水間ロン
警視庁情報解析室に出向している。斎見から真瀬の確定申告の情報提供依頼を受ける。
国税局財務調査官
演 - 中野剛

#### その他
大東和石油社長
演 - 松澤一之
木崎の強引な捜査に苦情を入れた。
杉谷朱鐘
演 - 真飛聖
国立病院看護師。真瀬和則の愛人。1996年ペルー大使館公邸ゲリラ占拠事件で看護師として日本から派遣され真瀬と出会う。
ホステス
演 - 小松彩夏
鈴原課長を接客した。
富士野銀行阿佐ヶ谷支店窓口職員
演 - 弘中麻紀
木崎の捜査に応対。
聖和銀行阿佐ヶ谷支店行員
演 - 橋本拓也
木崎の捜査に応対。
鈴木盛孝
演 - 川島秀明
第一双和銀行虎ノ門支店支店長。木崎の捜査に応対。
東都中央銀行銀行員
演 - 古関昇悟
木崎の捜査に応対。
山都信託銀行銀行員
演 - 俵木藤汰
木崎の捜査に応対。
平和銀行窓口職員
演 - 今野ゆか
木崎の捜査に応対。
東京ガス職員
演 - 渡邊真帆
木崎の捜査に応対。
競馬場職員
演 - 山上賢治
賞金情報照会に対応した。
競馬場職員
演 - 小川智弘
木崎を案内した。
競馬場職員
演 - 滝沢涼子
斎見の捜査に応対。
文京区役所職員
演 - 阿岐之将一
木崎の捜査に応対。
ホテル支配人
演 - 浅見小四郎
沖縄のホテルの支配人。
西岡貴子
演 - 宮澤美保
真瀬の2番目の元妻。
不動産会社社長
演 - 仲義代
真瀬にマンションを販売した。
オリノフィナンシャル職員
演 - 三浦真椰
木崎の捜査に応対。
斎見の妻
演 - 渡辺真起子
冨田治信
演 - 小手伸也
中央新聞記者。真瀬の横領事件をスクープした。
留置係員
演 - 奥村アキラ
塚本幹子
演 - 馬渕英里何
真瀬の3番目の元妻。1995年から別居。事件発覚直前に離婚。
総理官邸金庫番
演 - まいど豊
官房機密費を真瀬に渡す。

### スタッフ
- 脚本 - 戸田山雅司
- 音楽 - 住友紀人
- 主題歌 - moumoon「Let it shine」[23]
- プロデューサー - 岡野真紀子、永井麗子[18]
- 監督 - 若松節朗、村谷嘉則
- 制作協力 - 共同テレビ
- 製作著作 - WOWOW

### 放送日程
| 各話   | 放送日   | 監督     |
| ------ | -------- | -------- |
| 第1話  | 11月05日 | 若松節朗 |
| 第2話  | 11月12日 | 若松節朗 |
| 第3話  | 11月19日 | 村谷嘉則 |
| 第4話  | 11月26日 | 村谷嘉則 |
| 第5話  | 12月03日 | 若松節朗 |
| 第6話  | 12月10日 | 村谷嘉則 |
| 第7話  | 12月17日 | 若松節朗 |
| 最終話 | 12月24日 | 若松節朗 |

### 作品の評価
テレビドラマは「東京ドラマアウォード 2018」優秀賞、及び「日本民間放送連盟賞（平成30年）」テレビドラマ番組優秀を受賞した。

#### 受賞歴
- 東京ドラマアウォード2018 作品賞 連続ドラマ部⾨ 優秀賞[28]
- 2018年（平成30年）日本民間放送連盟賞 番組部門 テレビドラマ番組 優秀
- 放送ウーマン賞2017（岡野真紀子）[29][30]

### 関連商品
2018年4月、TCエンタテインメントよりDVD化。
DVD
- 連続ドラマW 石つぶて 〜外務省機密費を暴いた捜査二課の男たち〜 DVD-BOX（2018年4月20日、TCエンタテインメント、TCED-3782）

| WOWOW 日曜オリジナルドラマ 連続ドラマW | WOWOW 日曜オリジナルドラマ 連続ドラマW                                         | WOWOW 日曜オリジナルドラマ 連続ドラマW     |
| 前番組                                 | 番組名                                                                         | 次番組                                     |
| -------------------------------------- | ------------------------------------------------------------------------------ | ------------------------------------------ |
| 沈黙法廷 （2017年9月24日 - 10月22日）  | 石つぶて 〜外務省機密費を暴いた捜査二課の男たち〜 （2017年11月5日 - 12月24日） | 監査役 野崎修平 （2018年1月14日 - 3月4日） |